# ELAVL4
ELAVL4 (англ. ELAV like RNA binding protein 4) – білок, який кодується однойменним геном, розташованим у людей на короткому плечі 1-ї хромосоми.  Довжина поліпептидного ланцюга білка становить 380 амінокислот, а молекулярна маса — 41 770.
| 10         |  | 20         |  | 30         |  | 40         |  | 50         |
| ---------- |  | ---------- |  | ---------- |  | ---------- |  | ---------- |
| MVMIISTMEP |  | QVSNGPTSNT |  | SNGPSSNNRN |  | CPSPMQTGAT |  | TDDSKTNLIV |
| NYLPQNMTQE |  | EFRSLFGSIG |  | EIESCKLVRD |  | KITGQSLGYG |  | FVNYIDPKDA |
| EKAINTLNGL |  | RLQTKTIKVS |  | YARPSSASIR |  | DANLYVSGLP |  | KTMTQKELEQ |
| LFSQYGRIIT |  | SRILVDQVTG |  | VSRGVGFIRF |  | DKRIEAEEAI |  | KGLNGQKPSG |
| ATEPITVKFA |  | NNPSQKSSQA |  | LLSQLYQSPN |  | RRYPGPLHHQ |  | AQRFRLDNLL |
| NMAYGVKRLM |  | SGPVPPSACP |  | PRFSPITIDG |  | MTSLVGMNIP |  | GHTGTGWCIF |
| VYNLSPDSDE |  | SVLWQLFGPF |  | GAVNNVKVIR |  | DFNTNKCKGF |  | GFVTMTNYDE |
| AAMAIASLNG |  | YRLGDRVLQV |  | SFKTNKAHKS |  |            |  |            |

A: Аланін

C: Цистеїн

D: Аспарагінова кислота

E: Глутамінова кислота

F: Фенілаланін

G: Гліцин

H: Гістидин

I: Ізолейцин

K: Лізин

L: Лейцин

M: Метіонін

N: Аспарагін

P: Пролін

Q: Глутамін

R: Аргінін

S: Серин

T: Треонін

V: Валін

W: Триптофан

Кодований геном білок за функцією належить до фосфопротеїнів. 
Задіяний у такому біологічному процесі як поліморфізм. 
Білок має сайт для зв'язування з РНК. 